# ベルリン条約 (1878年)
ベルリン条約(1878年)（ベルリンじょうやく）は、1878年6月13日から7月13日にかけて開催されたベルリン会議で結ばれた条約。露土戦争の講和条約であるサン・ステファノ条約を修正した。

## 内容
全64条からなり、以下のような内容を含んでいた。

### 三国の独立
サン・ステファノ条約で定められたセルビア、モンテネグロ、ルーマニアの三国の独立は、ベルリン条約でも認められた。セルビアとモンテネグロの領土は戦争前と比べて拡大したものの、サン・ステファノ条約で得た領土の大部分はオスマン帝国に返還することになった。

### 大ブルガリアの分割
サン・ステファノ条約で成立した、広汎な自治権を持つブルガリア公国は三分割された。マケドニアはオスマン帝国に返還し、残る地域のうち、バルカン山脈以北がオスマン帝国主権下の自治国であるブルガリア自治公国となり、バルカン山脈以南はオスマン帝国の自治州である東ルメリ自治州となった。ブルガリア自治公国はオスマン帝国に貢納の義務を負い、東ルメリ自治州に関してはキリスト教徒の総督をスルタンが任命することとなった。また、サン・ステファノ条約で定められていたロシア軍の駐留期間は短縮された。

### オーストリア＝ハンガリーによるボスニア占領
サン・ステファノ条約では自治権が付与されることになっていたボスニアとヘルツェゴヴィナは、オーストリア＝ハンガリー帝国が占領することとなった。これは露土戦争時のオーストリアとロシアの間の密約に基づくもので、ロシアはオーストリアがボスニア・ヘルツェゴヴィナを占領するのを容認し、引き替えにオーストリアは中立を維持するというものであった。最終的にはオスマン帝国の名目上の主権は残されたが、現実にはオーストリアが施政権を行使するという体制が1908年まで続いた。
また、セルビアとモンテネグロの間にあるオスマン帝国のノヴィ・パザール県（別名サンジャク地方）にオーストリア・ハンガリーが軍を駐屯させる権利が認められた。

### アナトリア東部の返還
サン・ステファノ条約では黒海南岸のバトゥミとアナトリア東部のカルス、アルダハン、ドゥバヤジトがロシアに割譲されることになっていたが、このうちドゥバヤジトはオスマン帝国に返還されることになった。